# Жусандой
Жусандой (каз. Жусандыой) — село в Каратобинском районе Западно-Казахстанской области Казахстана. Административный центр Жусандойского сельского округа. Код КАТО — 275037100.

## Население
В 1999 году население села составляло 1049 человек (512 мужчин и 537 женщин). По данным переписи 2009 года, в селе проживали 874 человека (433 мужчины и 441 женщина).